# Porto Carreiro (Portugal)
Porto Carreiro era a designação de um antigo concelho que abrangia as freguesias de Abragão, Vila Boa de Quires e de Maureles, nos actuais municípios de Penafiel e Marco de Canaveses, respectivamente. Tinha, em 1801, 1 303 habitantes. Foi suprimido em 1836 e as suas freguesias anexadas a Penafiel.